# Polydesmus schomburgkii
Polydesmus schomburgkii är en mångfotingart som beskrevs av Wilhelm Ferdinand Erichson 1848. Polydesmus schomburgkii ingår i släktet Polydesmus och familjen plattdubbelfotingar. Inga underarter finns listade i Catalogue of Life.